# House of the Binns
La House of the Binns o semplicemente The Binns è una storica residenza situata nella cittadina scozzese di Blackness, nell'area di Falkirk e al confine con l'area amministrativa del Lothian Occidentale (West Lothian): realizzata tra il 1621 e il 1630 e rimodellata nella metà del XVIII secolo e nel 1810, fu per oltre quattro secoli la dimora della famiglia Dalyell.
Il sito è gestito dal National Trust for Scotland.

## Storia
Nella tenuta di The Binns, che deve il proprio nome alla sua posizione tra due colline (in celtico: binns), si ergeva in origine un edificio del XIV secol  Nel 1612, la tenuta, precedentemente di proprietà di William Livingston, venne acquistata da Thomas Dalyell, un facoltoso mercante che aveva fatto le proprie fortune alla corte di re Giacomo VI d'Inghilterra, per la cifra di 38.000 marchi.
Tra il 1621 e il 1630, Thomas Dalyell fece realizzare una nuova residenza in sostituzione dell'edificio preesistente del XIV secolo. Tra il 1615 e il 1685 visse a The Binns quello che fu il proprietario più celebre della tenuta, ovvero il generale Tam Dalyell, figlio di Thomas e fondatore dei Royal Scots Greys.
Nel 1630, Thomas Dalyell fece decorare i soffitti della residenza in previsione di una visita di re Carlo I d'Inghilterra, che avrebbe avuto luogo tra anni dopo. In seguito, negli anni quaranta del XVIII secolo, l'allora proprietario Robert Dalyell fece apportate delle modifiche all'edificio e nel 1810, il figlio di quest'ultimo, James Dalyell incaricò l'architetto Willimam Burn di rimodellare completamente l'edificio secondo lo stile baronale.
Nel 1944, la House of the Binns fu il primo edificio scozzese a essere posto sotto la tutela del National Trust nell'ambito del progetto Country House Scheme. Parte dell'edificio rimase però a disposizione della famiglia Dalyell e vi risiedette fino alla propria morte, avvenuta nel 2017, iil membro del partito laburista Tam Dalyell, XI baronetto.

## Architettura

### Esterni

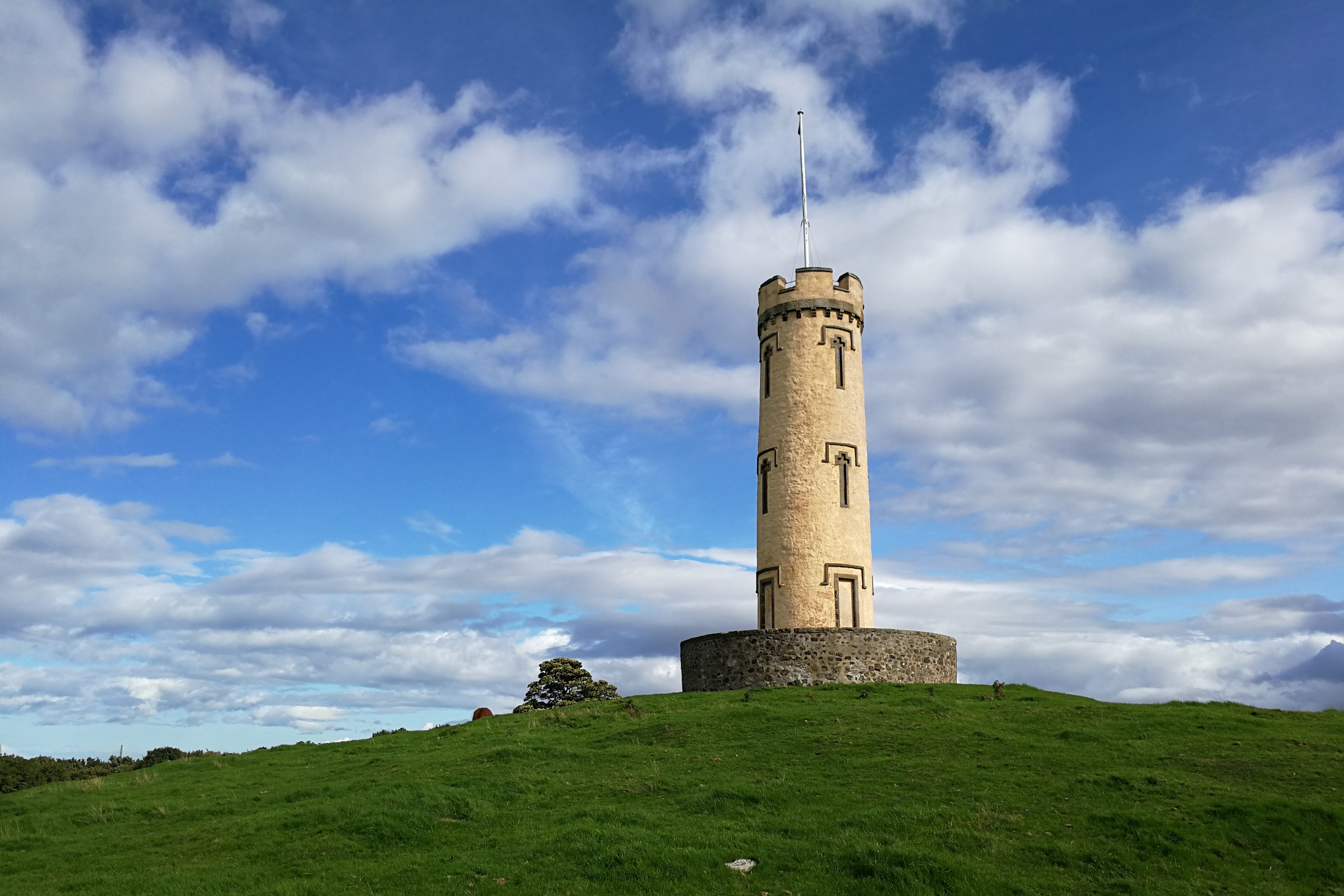
Torre all'interno della tenuta

La tenuta di The Binns si estende in un'area di circa 200 acri nei pressi del Firth of Forth,situata a circa 8 km Linlithgow (Lothian Occidentale).
Oltre all'edificio principale, all'interno della tenuta si erge anche una torre del XIX secolo.

### Interni
All'interno dell'edificio, si trovano alcune stanze originali del XVII secolo, quali la High Hall e la King's Room. Del preesistente edificio del XIV secolo è rimasto invece un focolare.
Le stanze sono decorate con ritratti dei membri della famiglia Dalyell, arredi scozzesi, porcellane cinesi ed europei. Al loro interno, sono inoltre conservate una spada e una Bibbia appartenute al generale Tam Dalyell.